# Serginho (football, 1991)
Pour les articles homonymes, voir Serginho.
Sérgio Manuel Costa Carneiro, plus communément appelé Serginho, est un footballeur portugais né le 21 février 1991 à Trofa. Il évolue au poste d'attaquant.

## Biographie
Il est finaliste de la Coupe du monde des moins de 20 ans 2011 avec le Portugal.

## Palmarès

### En sélection
- Finaliste de la Coupe du monde des moins de 20 ans en 2011